# センベーヌ・ウスマン
センベーヌ・ウスマン（セネガルの姓名は日本と同じ順序となり、センベーヌが姓。 Sembène Ousmane, 1923年1月1日 - 2007年6月9日）は、セネガルの映画監督、作家。「アフリカ映画の父」とも呼ばれた。

## 生涯
セネガルがフランスの植民地だった1923年、ジガンショールに住むウォロフ族の家庭に生まれる。学校でフランス語とアラビア語を学ぶが、1936年には放校処分にあう。19歳にはフランス軍に狙撃兵として召集され、第2次世界大戦を戦った。1948年、25歳のときにフランスへ渡り、マルセイユで働きながらフランス語を独学で身につけ、ロジェ・マルタン・デュ・ガールなどの小説を読む。
1956年、自伝的要素の強い小説『黒人沖仲仕』を自費出版で発表し、アフリカ人の港湾労働者の過酷な生活を伝えた。この小説は雑誌「プレザンス・アフリケーヌ」で取り上げられ好評を呼ぶ。しかし、センベーヌ自身の母親をはじめとしてセネガルではフランス語を読めない人々が多かった。このためセンベーヌは、口承文芸の伝統をもつ社会では、書き言葉の文学に限界があると考えるようになる。そこでモスクワのゴーリキー・スタジオで1年間映画技術を学び、小説の執筆とともに映画制作をはじめる。
初の短篇映画 Borom Sarret を製作後、上映装置をもって各地で上映活動を行なう。この映画は、サハラ以南のアフリカ人監督による映画としては、はじめて高い評価を受けた。また Mandabi ではセネガルの自国語であるウォロフ語を使い、好評を呼んだ。反骨精神で知られ、それ以後もアフリカ社会の問題を題材とした小説や映画の発表を続けた。
1984年の『エミタイ』上映、1989年の『チェド』上映の際に来日している。

## 作品
近代化と伝統文化の関係、抑圧に対する抵抗を主題とする。『セネガルの息子』では農村、『神の森の木々』では鉄道労働者とストライキ、『ハラ（不能者）』ではエリートの腐敗、 Guelwaar ではムスリムとキリスト教徒の対立と葛藤、 Camp de Thiaroye ではフランス軍によるセネガル兵士虐殺事件、『エミタイ』では植民地軍に抵抗するディオラ族、『帝国の最後の男』では支配者の没落が描かれている。
女性による抵抗にも注目し、『タアウ』では一夫多妻の家庭から自立しようとする第1夫人と、その息子と恋人が登場する。ムスリムや奴隷貿易による伝統社会の崩壊を取り上げた『チェド』では、部族の王女を中心に抵抗の精神を描いている。『母たちの村』では女性器切除(Female Genital Mutilation)に反対する女性を主人公とし、カンヌ国際映画祭をはじめ国際的に高く評価された。
映画『チェド』は、現代の綴りの ceddo に d がひとつ多いというクレームをサンゴール大統領から受け、サンゴールの在任中はセネガルでの上映を禁止されていた。

## 主な著作
- Le Docker Noir, 1956.　『黒人沖仲仕』
- O Pays, mon beau peuple!, 1957.　日本語訳『セネガルの息子』　藤井一行訳、新日本出版社　単行本1963年、文庫本1975年。
- Les Bouts de Bois de Dieu, 1960.　日本語訳『神の森の木々（フランス語版）』　藤井一行訳、新日本出版社、1965年
- Voltaïque, 1962. - 短篇集
- Le mandat, précédé de Vehi-Ciosane, 1966.　日本語訳『消えた郵便為替（英語版）』　片岡幸彦訳、青山社、1983年。
- Xala, 1973.　『ハラ（不能者）（フランス語版）』
- Le dernier de l'Empire, 1981.　日本語訳『帝国の最後の男』　片岡幸彦・下田文子訳、新評論、1988年。
- Niiwam suivi de Taaw, 1987.　日本語訳『ニーワン』　山本玲子・山本真弥子訳、サイマル出版会、1990年。 - 原書にインタビューを加えたもの
  - Niiwam (1977)　「ニーワン」
  - Taaw (1986)　「タアウ」
  - センベーヌの世界　インタビュー（訳者）
- 『アフリカから日本へのメッセージ』　小栗康平共著、岩波書店、1989年。

## 主な監督作品
- 『ボロムサレ（フランス語版）』Borom Sarret（1963）
- Niaye（1964）
- 『黒人女（フランス語版）』La Noire de...（1966）
- Mandabi（1968）
- 『タアウ』Taaw（1970） - 小説版「タアウ」の原型となった短篇映画
- 『エミタイ（フランス語版）』Emitaï（1971）
- 『ハラ（不能者）（フランス語版）』Xala（1974）
- 『チェド（フランス語版）』Ceddo（1977）
- Camp de Thiaroye（1988）
- Guelwaar（1992）
- Faat Kiné（2000）
- 『母たちの村』Moolaadé（2004） - 第57回カンヌ国際映画祭 ある視点部門グランプリ、2004年マラケシュ国際映画祭特別審査員賞、2005年パン・アフリカン映画祭審査員賞

## 他の監督による映像化作品
- 『ニーワン』Niiwam - クラレンス・トマス・デルガド監督